# Tiệm ăn của quỷ
Tiệm ăn của quỷ (tiếng Anh: Devil's Diner) là một series phim truyền hình trực tuyến thuộc thể loại kinh dị - chính kịch pha xen lẫn yếu tố trinh thám của Việt Nam do A Zero House, East Films và Kontribute đầu tư sản xuất và được đạo diễn bởi Trần Hàm với sự tham gia của dàn diễn viên như Lê Quốc Nam, Lê Huỳnh, Trần Nam Khoa, Trần Minh Hiếu, Nguyễn Trọng Hải, Đinh Y Nhung, Đỗ Tiến Phát, Mai Sơn, Trần Quốc Nam, Lê Hồng Sơn. Phim xoay quanh các tội lỗi lớn trong giáo lý của Phật giáo như Tham, Sân, Si, Mạn, Nghi.
Mùa 1 của bộ phim được phát hành trên nền tảng phim ảnh Netflix với 190 quốc gia trên toàn cầu từ ngày 26 tháng 1 năm 2025. Đây cũng là bộ phim chiếu mạng Việt Nam đầu tiên được chiếu toàn cầu trên nền tảng Netflix.

## Nội dung
Phim xoay quanh một quán ăn bí ẩn, nơi mà chủ tiệm có thể biến ước mơ của thực khách thành hiện thực qua các món ăn kì lạ trong quán. Nhưng đổi lại, họ sẽ phải trả giá bằng chính linh hồn của mình nếu họ không đáp ứng được nhu cầu của họ.

## Diễn viên

### Mùa 1
- Lê Quốc Nam vai Chủ tiệm
- Sỹ Toàn trong vai Luân
- Nguyễn Lê Việt Hưng trong vai Hào
- Nguyễn Kiều Trinh trong vai Bà Tuyết
- Võ Tấn Phát trong vai Huy
- Nguyễn Quang Vân trong vai Chủ tiệm cũ
- Lê Huỳnh trong vai Ông Khang
- Trần Hiếu trong vai Tú
- Trần Nam Khoa trong vai Minh
- Ma Ran Đô trong vai Tuấn
- Võ Điền Gia Huy trong vai Ân
- Lan Thy trong vai Vy
- Ba Tây trong vai Tùng

Cùng một số diễn viên khác

## Sản xuất
Tiệm ăn của quỷ là bộ phim dài tập thứ hai do đạo diễn Trần Hàm thực hiện sau Mất tích đêm 30. Phần biên kịch của bộ phim do Tô Hoài Nam chấp bút xoay quanh các tội lỗi lớn trong giáo lý của Phật giáo như Tham, Sân, Si, Mạn, Nghi và cuối cùng là Nghiệp. Theo chia sẻ của đạo diễn, tác phẩm sẽ không chỉ giới thiệu những câu chuyện mang đậm bản sắc văn hóa Việt Nam, mà còn khám phá những vấn đề phổ quát về khát vọng con người và những lựa chọn khó khăn mà họ phải đưa ra trong những tình huống éo le. Phim cũng sẽ lồng ghép thêm những yếu tố triết lý Phật giáo nhẹ nhàng nhưng khác biệt so với các bộ phim cùng mô típ khác. Phim được quảng bá như một sự kết hợp giữa Hannibal và Bàn của bếp trưởng, cùng một chút sự pha trộn của Twilight Zone.
Tác phẩm được sản xuất bởi A Zero House, East Films – một công ty do Trần Hàm đồng sáng lập và Kontribute. Theo diễn viên Kiều Trinh, đây là tác phẩm đầu tiên cô tham gia mà không hề biết gì về tính cách và tạo hình của nhân vật. Cùng với Lê Quốc Nam, cả hai đều đã từng tham gia dự án trước đó của Trần Hàm với Mất tích đêm 30.

## Phát hành
Bộ phim được phát hành trên Netflix với 190 quốc gia từ ngày 26 tháng 1 năm 2025 và được với nhãn dán dành cho người trên 18 tuổi. Đây cũng là loạt phim Việt Nam đầu tiên được Netflix phát hành độc quyền trên toàn cầu. Bộ được xây dựng dưới dạng tuyển tập có thời lượng kéo dài cho mỗi tập là 50 phút với nội dung hoàn toàn độc lập với nhau nhưng cũng có những tình tiết liên kết với nhau. Sau khi tập cuối cùng của bộ phim được lên sóng, phim cũng đã tạo tiền đề cho sự phát hành của mùa thứ hai. Khi dự án được quảng bá chỉ duy nhất Lê Quốc Nam được tiết lộ vai diễn chủ tiệm của mình trong khi các tuyến nhân vật khác trong phim vẫn được giữ bí mật.

## Danh sách tập

### Mùa 1
Bộ phim được phát hành trên Netflix với tổng cộng 6 tập là các tội lỗi trong giáo lý Phật giáo.
| TT. trong loạt phim | Tiêu đề                | Biên kịch                                  | Ngày phát hành gốc  |
| --- | ---------------------- | ------------------------------------------ | ------------------- |
| 1 | "THAM: Tiết canh"      | Tô Hoài Nam, Trần Hàm                      | 26 tháng 1 năm 2025 |
| Câu chuyện xoay quanh một người đàn ông tên Luân khao khát kiếm tiền nhanh chóng để giải quyết khó khăn tài chính. Anh ta phát hiện ra một bí mật đen tối có liên quan đến việc tiêu thụ tiết canh, một món ăn đặc biệt tại tiệm ăn bí ẩn. Sự tham lam dẫn dắt anh vào những quyết định mạo hiểm, cuối cùng phải trả giá đắt cho lòng tham của mình. |                        |                                            |                     |
| 2 | "MẠN: Lưỡi sa tế"      | Trần Hàm, Nguyễn Mai Nhật Ánh              | 26 tháng 1 năm 2025 |
| Tuấn là con trai của bà Tuyết, tuy nhiên mỗi ngày đều phải đối mặt với người mẹ kiểm soát quá mức, ảnh hưởng đến sự nghiệp và mối quan hệ cá nhân của anh. Để giải thoát, anh tìm đến tiệm ăn và được phục vụ món "Lưỡi sa tế" đặc biệt. Tuy nhiên, anh không biết mỗi khi cắt món ăn trên bàn cũng là lúc lưỡi của bà bị cắt, và vì sự kiêu ngạo và quyết định của anh dẫn đến chính người mẹ của mình bị cắt lưỡi hoàn toàn và anh bị người mẹ đẩy xuống cầu thang và chết tại chỗ. |                        |                                            |                     |
| 3 | "SÂN: Rượu rắn"        | Tô Hoài Nam, Trần Hàm                      | 26 tháng 1 năm 2025 |
| Sau cái chết bí ẩn của con trai, ông Khang chìm đắm trong cơn giận dữ và khao khát trả thù. Ông tìm đến tiệm ăn và được cung cấp "Rượu rắn", một loại thức uống nguyền rủa giúp ông thực hiện ý định của mình. Tuy nhiên, sự thù hận dẫn dắt ông vào con đường tăm tối với những hậu quả khôn lường. |                        |                                            |                     |
| 4 | "SI: Mứt chùm ruột"    | Tô Hoài Nam, Trần Hàm                      | 26 tháng 1 năm 2025 |
| Một công nhân xây dựng tên Tùng mong muốn được đoàn tụ với người mẹ đã mất từ lâu. Anh tìm đến tiệm ăn và được phục vụ món "Mứt chùm ruột", sau khi ăn xong sẽ cho phép anh thay đổi quá khứ và cuộc đời mình. Tuy nhiên, sự u mê và ám ảnh với quá khứ khiến anh mất đi nhận thức về thực tại, dẫn đến những bi kịch không ngờ. |                        |                                            |                     |
| 5 | "NGHI: Cháo tim"       | Tô Hoài Nam, Trần Hàm                      | 26 tháng 1 năm 2025 |
| Ân và Vy là một cặp đôi, tuy nhiên mối quan hệ lại phức tạp dẫn đến hai bên chia tay. Đau khổ sau một mối quan hệ tan vỡ, Ân đến tiệm ăn và được phục vụ món "Cháo tim", sau khi ăn xong sẽ giúp anh xóa bỏ ký ức đau buồn. Tuy nhiên, sự nghi ngờ và thiếu tin tưởng vào bản thân khiến anh nhận ra rằng ký ức và cảm xúc không dễ dàng bị xóa bỏ, dẫn đến những hệ quả tâm lý phức tạp. |                        |                                            |                     |
| 6 | "NGHIỆP: Ốc mặt trăng" | Tô Hoài Nam, Trần Hàm, Nguyễn Mai Nhật Ánh | 26 tháng 1 năm 2025 |
| Hồi xưa, Huy là con trai của một nhà điêu khắc gỗ, người mang món nợ máu với chủ tiệm cũ nhưng chưa bao giờ thực hiện. Huy quyết định thay cha để giải quyết món nợ, anh tìm đến quán ăn của ông chủ tiệm. Tại đây, ông chủ phục vụ món Ốc mặt trăng và tiết lộ rằng sau khi ăn, Huy phải giết cha mình trước khi con anh chào đời để bảo vệ gia đình. Huy làm theo, nhưng một thời gian sau, con anh luôn nghe tiếng ông nội nguyền rủa. Huy quay lại quán để giết chủ tiệm cũ. Tuy nhiên, sau khi ra tay, anh không thể rời đi mà trở thành chủ tiệm mới của quán, tiếp tục vòng luân hồi. Nhiều năm sau, bà Tuyết quay lại quán để trả thù cho con trai, dù bà giờ đã không thể nói vì bị cắt lưỡi trước đó. Chủ tiệm hiện tại lúc này van xin tha thứ những lỗi lầm và dâng món Lá khổ qua, giúp bà nói lại. Nhưng bà Tuyết từ chối tha thứ. Ngay lúc đó, các linh hồn trong quán trỗi dậy, giết chết chủ tiệm. Tuy nhiên, vì là người còn lại duy nhất trong tiệm, bà Tuyết trở thành chủ nhân mới, mắc kẹt trong lời nguyền không hồi kết. |                        |                                            |                     |

## Đón nhận

### Thành tích
Chỉ sau 2 ngày kể từ khi phát hành, bộ phim đã đứng đầu vị trí bảng xếp hạng series truyền hình tại Việt Nam. Theo báo Phụ nữ Thủ đô, đã khá lâu mới lại xuất hiện một bộ phim truyền hình Việt Nam đạt được thành tích này sau Tết ở làng địa ngục. Theo tạp chí Người đưa tin, thì đây là bộ phim kinh dị Việt Nam đầu tiên nắm giữ vị trí dẫn đầu Netflix ngay sau khi ra mắt. Sau khi phim được phát hành, ở một số diễn đàn về chủ đề phim ảnh, người hâm mộ cũng đã chia sẻ và ca ngợi về bộ phim. Hầu hết mọi người cho rằng phim đã giữ được thành tích tốt mặc dù "âm thầm ra mắt". Ngoài Netflix Việt Nam, phim cũng lọt vào top 10 ở một số quốc gia như Singapore, Indonesia, Malaysia, Maldives...

### Đánh giá chuyên môn
Theo nhà báo Minh Nhật của tờ Tiền phong, đạo diễn đã thành công cho việc phát huy thế mạnh trong việc dựng phim, tạo không khí hồi hộp mà không lạm dụng vào jump scare, tập trung vào diễn biến tâm lý để xây dựng sự căng thẳng. Phim gây ấn tượng với hình ảnh và hiệu ứng chân thực, cùng với diễn xuất nổi bật của Lê Quốc Nam và Kiều Trinh. Tuy nhiên, nhà báo cho rằng, một số tình tiết trong phim vẫn còn gượng ép và dễ đoán, khiến thông điệp chưa thực sự mạnh mẽ. Hậu kỳ cũng chưa xuất sắc, với màu sắc tối tăm có phần lạm dụng. Cũng theo anh, trong các tập phim sau phim dần lộ ra các điểm trừ khi nội dung dần dần trở nên rời rạc. VnExpress đã đánh giá bộ phim với điểm 6.9 và cho rằng, chất lượng mỗi tập phim không đồng đều và có cách xử lý vấn đề một cách dễ đoán. Đối với phần hình ảnh, nhà báo Ân Nguyễn của tờ này bình luận, phim mang màu sắc tối và mờ ảo nhưng nó đồng thời nó sẽ làm cho khán giả mệt mỏi khi xem liên tục các tập phim.
Tạp chí Elle Việt Nam đã ca ngợi phim đã làm nên điều khác biệt so với nhiều bộ phim kinh dị khác ở Việt Nam khi hạn chế đi những màn hù dọa. Tác giả Hoàng Thúy Vân cho rằng, phim đã làm tốt trong việc tạo cảm giác sợ hãi và phản ánh sự giằng xé giữa khát vọng và nỗi sợ của con người, cho thấy địa ngục do chính họ tạo ra. Mặc dù vậy, về phần cốt truyện của phim vẫn được đánh giá là không quá đột phá. Đạo diễn Trấn Thành cũng có chia sẻ trên trang cá nhân ca ngợi về tài năng của đạo diễn Trần Hàm và kêu gọi sự ủng hộ mọi người đối với dự án. Theo Tuổi Trẻ Cười, phim "hứa hẹn đại diện cho một cột mốc lớn" cho ngành công nghiệp điện ảnh của Việt Nam trên trường thế giới.